# Aleiodes palmatus
Aleiodes palmatus är en stekelart som först beskrevs av Walley 1941.  Aleiodes palmatus ingår i släktet Aleiodes och familjen bracksteklar. Inga underarter finns listade i Catalogue of Life.